# بافت تاریخی و فرهنگی بشرویه
بافت تاریخی و فرهنگی بشرویه مربوط به دوره صفوی تا دوره قاجار است و در بشرویه، بافت قدیمی شهر واقع شده و این اثر در تاریخ ۱۷ اسفند ۱۳۸۱ با شمارهٔ ثبت ۷۸۳۶ به‌عنوان یکی از آثار ملی ایران به ثبت رسیده است.